# 메이크 유어 무브
《메이크 유어 무브》(영어: Make Your Move)는 공개된 대한민국과 미국 합작 댄스 영화이다. K-pop 가수 보아와 볼룸댄서 데릭 허프가 주연을 맡은 2013년 인디 로맨스 드라마 영화이다. 이 영화는 세이브 더 라스트 댄스(2001)와 스텝 업(2006)의 대본을 쓴 듀앤 애들러(Duane Adler)가 감독했다. 허프는 2011년 봄에 뉴욕과 토론토에서 촬영된 영화에 출연하기 위해 댄싱 위드 더 스타 쇼의 시즌 12를 중단했다. 주연 외에도 동방신기의 가수 유노윤호가 카메오로 출연했다.

## 줄거리
영화 '메이크 유어 무브'는 성공을 꿈꾸지만 운이 따르지 않는 댄서 지망생 대니의 이야기를 그린다. 댄서로서의 성공을 갈망하는 그의 여정을 중심으로, 여러 인물들과의 관계 속에서 벌어지는 사건들을 보여준다. 영화는 댄스 배틀, 로맨스, 그리고 꿈을 향해 나아가는 청춘들의 열정을 담고 있다. 주인공 대니는 다양한 춤 스타일을 통해 자신의 매력을 발산하며, 주변 인물들과의 갈등과 화해를 통해 성장해 나간다. 전반적으로, 이 영화는 댄스를 소재로 한 로맨스 드라마로서, 주인공이 역경을 극복하고 꿈을 이루어가는 과정을 역동적인 춤과 함께 보여준다.

## 배역
- 데릭 허프 - 도니 역
- 보아 - 아야 역
- 윌 윤 리 - 카즈 역
- 웨슬리 조너선 - 닉 역
- 이자벨라 미코 - 타티아나 역
- 제퍼슨 브라운 - 마이클 역
- 미키 이시카와 - 나츠미 역